# 桑原節次
桑原 節次（くわはら せつじ、1872年10月26日 - 1954年2月26日）は日本の地方公務員、作詞家、郷土史家。現在の宮崎県出身。

## 生涯
明治5年9月24日（西暦1872年10月26日）、美々津県那珂郡広瀬村（現在の宮崎市佐土原町）で佐土原藩士族の家に生まれる。東京の共立学校を卒業した後、宮崎へ帰郷し尋常小学校校長を経て宮崎県庁に入庁、西臼杵郡、児湯郡、南那珂郡、北諸県郡の郡長を務める。西臼杵郡長在職時には県立高千穂実業学校の校長を兼務し、同校の後身に当たる宮崎県立高千穂高等学校へ引き継がれた校歌（作曲：陸軍戸山学校）を作詞している。定年退職後は日本赤十字社宮崎県支部主事を経て、日本生命保険宮崎支社に勤めながら財団法人旧佐土原藩教育会の会長の職に在った。
1934年（昭和6年）7月、県と大阪毎日新聞宮崎支局が合同で実施した『宮崎県民歌』（初代）の公募に一等入選し、古関裕而の作曲でSPレコードが製作される。当時62歳で、入選の報を受けて「白髪を染めて戦場に立った斎藤実盛の勇に倣い若い人に交じって拙作を投稿した。一等に当選するなんて夢にも思っていませんでした」とコメントしたが戦後は大時代的な歌詞のため演奏が控えられるようになり、1964年（昭和39年）に現行の2代目県民歌へ代替わりしている。
戦後も佐土原で郷土史家として活動していたが、1954年（昭和29年）2月26日に逝去した。享年83歳（満81歳没）。コーラスグループのデューク・エイセスでリーダーを務めた谷道夫は孫に当たり、谷とその弟の本名は祖父が命名したと述べている。

## 著書
- 佐土原藩史（佐土原町教育委員会、1997年復刻） NCID BA35860235